# 番瀉

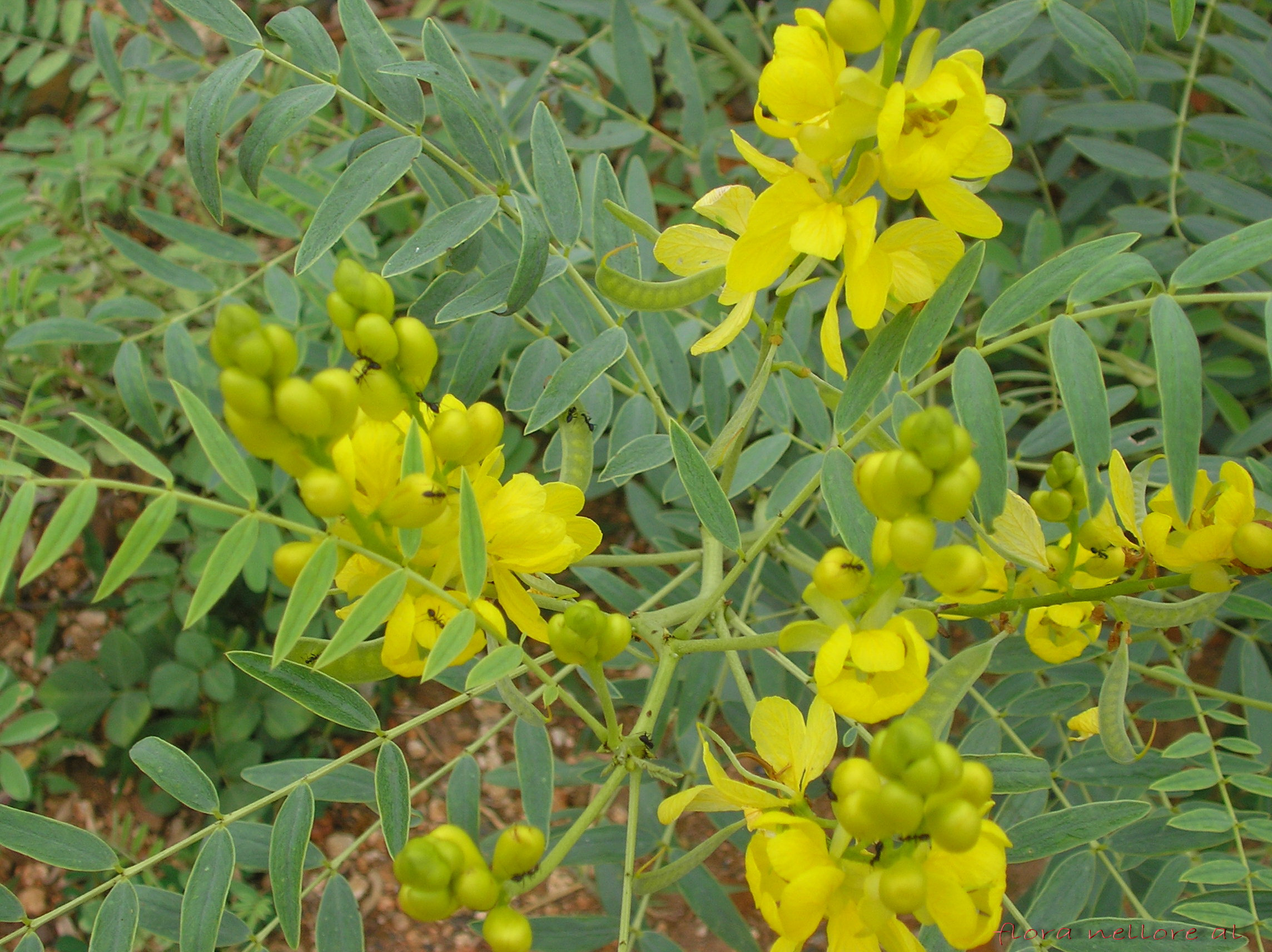
番泻花

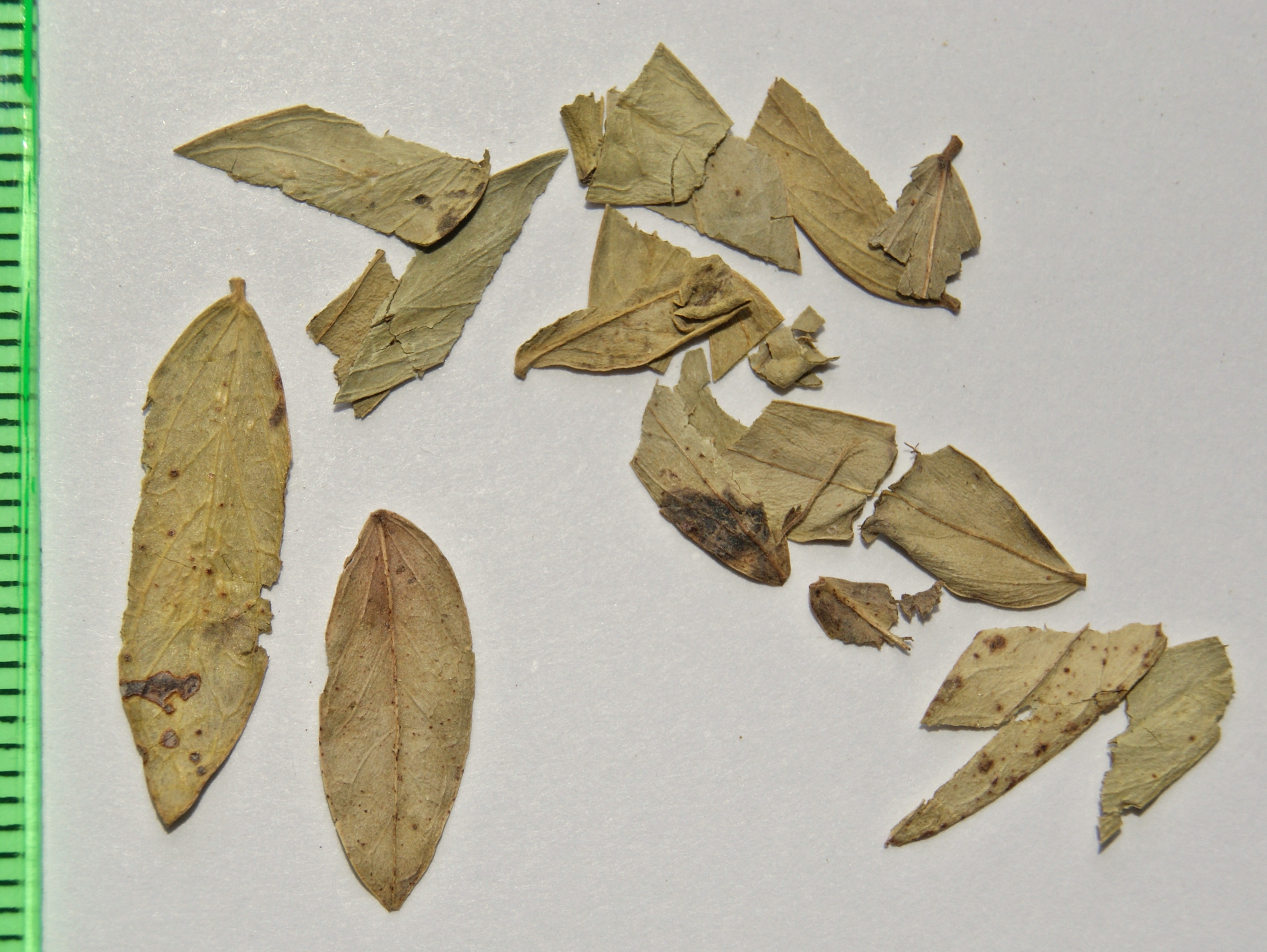
番泻叶

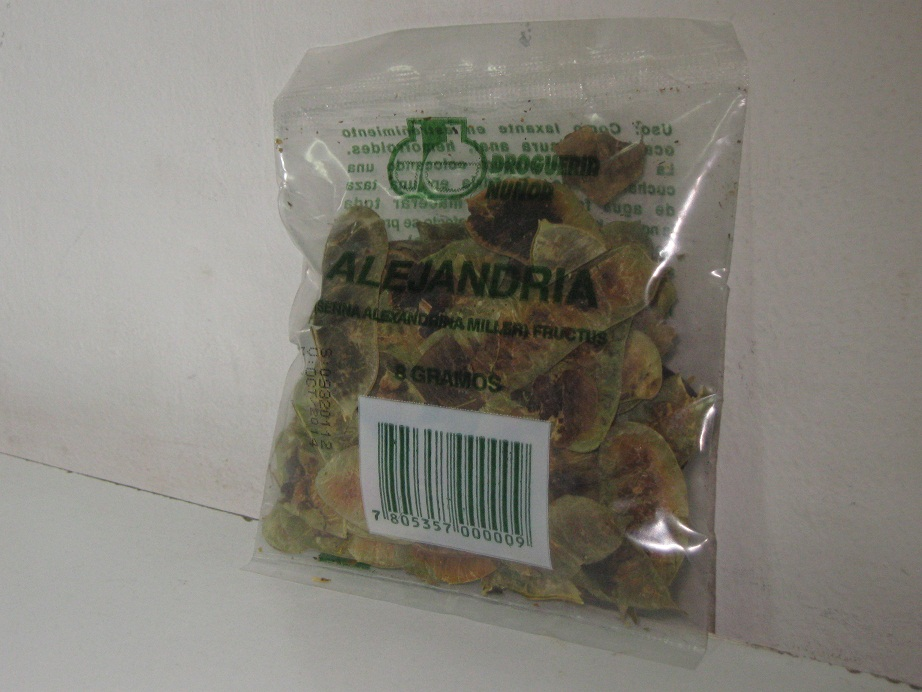
番泻荚

番泻是豆科决明属的一种灌木，也叫旃那、辛拿、辛那、森那（阿拉伯语：‎，羅馬化：al-sanā）、番泻叶、尖叶番泻、狭叶番泻。

## 变种
番泻有以下变种：
- 番泻（原变种）：分布于撒哈拉沙漠、萨赫勒地区、东非、阿拉伯半岛、南亚。
- 钝叶番泻 ：分布于东非。[2]

## 用途
番泻的小叶称为番泻叶（拉丁語：Folia Sennae）、泻叶、旃那叶、辛拿叶、辛那叶，荚果称为番泻荚，都可做泻药。

## 毒性
番泻含有羟基蒽衍生物（如番泻苷B），有潜在的遗传毒性，长期服用可能会增加罹患肠癌的风险。

## 外部連結
- 番瀉葉 中藥材圖像數據庫  (香港浸會大學中醫藥學院) （中文）（英文）